# 22 Jump Street
22 Jump Street è un film del 2014 diretto da Phil Lord e Christopher Miller, con protagonisti Channing Tatum e Jonah Hill.
Il film è il sequel di 21 Jump Street del 2012, basato sull'omonima serie televisiva degli anni ottanta e novanta.

## Trama
Due anni dopo il successo ottenuto col programma 21 Jump Street, Schmidt e Jenko sono tornati in strada per indagare sul traffico di stupefacenti. 
Tuttavia, dopo aver fallito nell'inseguimento di un gruppo di spacciatori guidati da The Ghost, il vice capo Hardy rimette i due nel programma sotto copertura per lavorare per il capitano Dickson, che ora si trova dall'altra parte della strada al 22 di Jump Street. Il loro compito è andare sotto copertura come studenti universitari e individuare il fornitore di un'altra nuova droga sintetica nota come "WHY-PHY" (Work Hard? Yes, Play Hard? Yes) che ha ucciso una studentessa, fotografata mentre la comprava nel campus da uno spacciatore. Al college, Jenko fa amicizia con una coppia di atleti, Zook e Rooster, che presto diventano i primi sospettati delle indagini ed inizia a frequentare le feste con gli atleti, che non vedono di buon occhio Schmidt. 
Nel frattempo, Schmidt attira l'attenzione di una studentessa d'arte, Maya, fingendo interesse per la poetry slam. Dopo essere entrati in sintonia, i due fanno sesso insieme, con dispiacere della coinquilina di Maya, Mercedes; Schmidt in seguito scopre, con suo grande sgomento, che Maya è la figlia del capitano Dickson, con il quale poco fa si stava vantando di aver perso finalmente la sua verginità. Nonostante dormano insieme, Maya dice a Schmidt di non prenderlo sul serio e inizia a sentirsi escluso, poiché Jenko si lega sempre di più a Zook, che lo incoraggia a unirsi alla squadra di football. Quando Schmidt e Jenko non sono in grado di identificare lo spacciatore, visitano il signor Walters ed Eric in prigione per un consiglio (con Eric che ha una relazione forzata con il signor Walters, il quale ha ricevuto una vagina tramite intervento chirurgico dopo che Schmidt gli ha reciso il pene), e l'ex-insegnate fa notare un tatuaggio particolare sul braccio dello spacciatore nella fotografia.
Jenko, mentre esce con Zook e Rooster, nota che il primo ha il tatuaggio. Schmidt e Jenko sono invitati a unirsi a una fratellanza guidata dagli atleti, ma mentre Schmidt rifiuta Jenko accetta di unirsi, cosa che aumenta la tensione tra i due. Successivamente si rendono conto che Zook non è il rivenditore ma un altro cliente. 
Poco dopo, trovano The Ghost ed i suoi uomini nel campus, ma dopo un inseguimento i criminali sfuggono di nuovo. Jenko rivela a Schmidt che gli è stata offerta una borsa di studio come giocatore di football con Zook ed è incerto sul suo futuro come agente di polizia. In seguito, Schmidt rivela a Maya la sua vera identità e si trasferisce dal dormitorio, facendo arrabbiare la ragazza.
Allo Spring break Schmidt si mette alla ricerca di The Ghost; viene raggiunto da Jenko ed i due decidono di avere un'ultima missione insieme. La coppia si dirige verso la spiaggia dove è probabile che The Ghost si occuperà della vendita di WHY-PHY. All'interno di un bar, trovano Mercedes, che si scopre essere la figlia di The Ghost, che dà istruzioni ad altri rivenditori. La coppia, aiutata da Dickson e dal resto della Jump Street, tende un'imboscata ai criminali. Ghost fugge, mentre Mercedes viene messa fuori combattimento da Schmidt. Durante l'inseguimento di The Ghost, Jenko viene colpito alla spalla. Lo spacciatore tenta di scappare in elicottero; Schmidt e Jenko riescono a saltarci sopra, per poi cadere in mare, ma Jenko riesce a lanciare una granata nell'elicottero, uccidendo The Ghost. Jenko dice quindi a Schmidt che vuole ancora essere un agente di polizia poiché crede che le loro differenze aiutino la loro collaborazione, ed i due si riconciliano davanti a una folla esultante. Dickson si avvicina a loro affermando di avere una nuova missione sotto copertura in una scuola di medicina. 
Una scena dopo i titoli di coda mostra Eric e il signor Walters sdraiati a letto insieme dopo aver consumato un rapporto sessuale, con quest'ultimo che rivela di essere incinto.

## Produzione
Il titolo di lavorazione del film era inizialmente 21 Jump Street 2. Le riprese del film si sono svolte tra San Juan (Porto Rico) e New Orleans (Stati Uniti d'America) e sono iniziate il 28 settembre 2013.

## Distribuzione
Il primo trailer viene diffuso online il 16 dicembre 2013, mentre il trailer italiano viene pubblicato nel maggio 2014. La pellicola è stata distribuita nelle sale cinematografiche statunitensi a partire dal 13 giugno 2014 ed in quelle italiane dal 23 luglio.

## Futuro
Il successo di 21 Jump Street prima e di 22 Jump Street poi ha aperto le porte ad un ulteriore sequel, intitolato 23 Jump Street. In un articolo del 9 settembre 2014, l'autorevole Deadline afferma che Sony Pictures e Original Film hanno dato ufficialmente il via libera al terzo capitolo, ingaggiando Rodney Rothman per scrivere la sceneggiatura. Sia Channing Tatum che Jonah Hill torneranno in veste di protagonisti e produrranno il film insieme a Neal Moritz, Phil Lord e Christopher Miller, che non si sa se torneranno in cabina di regia. Nel novembre 2014, un attacco ai sistemi informatici Sony da parte del gruppo di hacker noto come Guardians of Peace, denominato 'Sony Hack', volto a impedire il rilascio del controverso The Interview e a pubblicare online (come accaduto) un'enorme quantità di dati privati e personali della major, scambi di mail tra i dipendenti e tra i piani alti riguardo ai vari progetti in cantiere e vari film usciti al cinema e non, rivela che il piano dello studio per il franchise di Jump Street concerne anche un crossover con la saga di Men in Black (Men in Black, Men in Black II e Men in Black 3), di cui nel frattempo era ufficialmente in realizzazione Men in Black 4: la pellicola è in attivo sviluppo, stando ai documenti trapelati in rete, con Chris Miller e Phil Lord come produttori e, possibilmente, registi, ma Will Smith e Tommy Lee Jones non dovrebbero essere presenti (almeno in veste di protagonisti) e la sceneggiatura non è ancora pronta.
Il 14 gennaio 2015, durante un'intervista con MTV sul red carpet dei Golden Globes, il duo ha confermato di fatto la realizzazione della pellicola, ancora in fase embrionale, dato che le informazioni trapelate con il 'Sony Leak' sono vere, senza però specificare i ruoli che ricoprirà nello sviluppo del film, ma ammettendo: 
Alla domanda se Lord e Miller avessero contattato Tommy Lee Jones per un ritorno come agente K, i due hanno risposto di no, ma che adorerebbero avere anche i protagonisti di MiB nel film, sebbene la storia rimanga incentrata sui due protagonisti di Jump Street. Il 30 aprile 2015 The Hollywood Reporter conferma ufficialmente lo sviluppo del crossover che, senza fornire altri dettagli, vedrà Schmidt e Jenko affrontare degli alieni, mentre non si sa nulla dell'eventuale presenza degli agenti J e K. Rimane in sviluppo anche 23 Jump Street, che terrà conto di tutti i sequel fittizi comparsi nei titoli di coda di 22 Jump Street.

## Riconoscimenti
- 2014 - St. Louis Gateway Film Critics Association Awards
  - Candidatura per la miglior commedia
  - Candidatura per la miglior scena
- 2015 - Empire Awards[4]
  - Candidatura per la miglior commedia
- 2014 - Critics' Choice Movie Award
  - Candidatura per il miglior film commedia
  - Candidatura per il miglior attore in un film commedia a Channing Tatum
- 2014 - Teen Choice Awards
  - Miglior film estivo
  - Miglior star estiva a Channing Tatum
  - Miglior attacco con sibilio a Jonah Hill
  - Candidatura per la miglior chimica a Channing Tatum e Jonah Hill
  - Candidatura per il miglior attacco con sibilio a Ice Cube
- 2015 - People's Choice Awards
  - Candidatura per il film preferito dal pubblico
  - Candidatura per il film commedia preferito dal pubblico
  - Candidatura per il miglior duetto a Jonah Hill e Channing Tatum
- 2015 - MTV Movie Awards[5][6]
  - Miglior performance comica a Channing Tatum
  - Candidatura per il miglior combattimento tra Jonah Hill e Jillian Bell
  - Candidatura per il Miglior momento "Ma che ca...!" a Jonah Hill
  - Candidatura per il miglior cattivo a Jillian Bell
  - Candidatura per la miglior coppia a Channing Tatum e Jonah Hill